# Ryūji Satō (Schiedsrichter)
Ryūji Satō (japanisch 佐藤 隆治; * 16. April 1977 in Nagoya) ist ein japanischer Fußballschiedsrichter.

## Laufbahn
Sein Debüt in der japanischen J1 League gab Satō am 29. August 2007 beim Spiel zwischen Ōmiya Ardija und Kashiwa Reysol. Die Begegnung endete 1:1 und Satō verteilte in ihrem Verlauf 4 gelbe und 1 gelb-rote Karte. Das FIFA-Abzeichen, welches zur Leitung internationaler Partien berechtigt, erhielt er 2009. Seitdem nahm er an zahlreichen Turnieren teil, wie z. B. der U-20-Weltmeisterschaft 2015 und der U-17 Weltmeisterschaft 2017. Hinzu kommen zahlreiche Spiele der AFC Champions League, der heimischen J1 League, sowie weitere Qualifikations -, Freundschafts- und Pokalspiele.
Beim olympischen Fußballturnier 2016 leitete er das Vorrundenspiel zwischen Dänemark und Südafrika.
Am 29. März 2018 wurde Satō zusammen mit seinem Assistenten Toru Sagara für die Fußball-Weltmeisterschaft 2018 in Russland nominiert. Das FIFA-Schiedsrichterkomitee nominierte für den wegen Bestechlichkeit gesperrten Fahad al-Mirdasi mit Hiroshi Yamauchi einen zweiten Assistenten Satōs nach. Während des Turniers leitete er kein Spiel, sondern wurde lediglich bei vier Partien als Vierter Offizieller eingesetzt.
Bei der Fußball-Asienmeisterschaft 2019 in den Vereinigten Arabischen Emiraten kam er zu vier Einsätzen als Hauptschiedsrichter.

## Einsätze bei Turnieren

### Fußball-Asienmeisterschaft 2015
| Phase        | Datum         | Spielort | Heimmannschaft | Gastmannschaft     | Ergebnis  |
| ------------ | ------------- | -------- | -------------- | ------------------ | --------- |
| Gruppenphase | 13. Jan. 2015 | Sydney   | Oman           | Australien         | 0:4 (0:3) |
| Gruppenphase | 19. Jan. 2015 | Brisbane | Iran           | Ver. Arab. Emirate | 1:0 (0:0) |
| Halbfinale   | 26. Jan. 2015 | Sydney   | Südkorea       | Irak               | 2:0 (1:0) |

### Olympisches Fußballturnier 2016
| Phase        | Datum        | Spielort | Heimmannschaft | Gastmannschaft | Ergebnis  |
| ------------ | ------------ | -------- | -------------- | -------------- | --------- |
| Gruppenphase | 8. Aug. 2016 | Brasília | Dänemark       | Südafrika      | 1:0 (0:0) |

### Fußball-Asienmeisterschaft 2019
| Phase         | Datum         | Spielort  | Heimmannschaft     | Gastmannschaft | Ergebnis             |
| ------------- | ------------- | --------- | ------------------ | -------------- | -------------------- |
| Gruppenphase  | 7. Jan. 2019  | Abu Dhabi | Iran               | Jemen          | 5:0 (3:0)            |
| Gruppenphase  | 14. Jan. 2019 | al-Ain    | Ver. Arab. Emirate | Thailand       | 1:1 (1:1)            |
| Achtelfinale  | 22. Jan. 2019 | Dubai     | Südkorea           | Bahrain        | 2:1 n. V. (1:1, 1:0) |
| Viertelfinale | 25. Jan. 2019 | al-Ain    | Ver. Arab. Emirate | Australien     | 1:0 (0:0)            |

### FIFA-Arabien-Pokal 2021
| Phase        | Datum        | Spielort  | Heimmannschaft | Gastmannschaft | Ergebnis  |
| ------------ | ------------ | --------- | -------------- | -------------- | --------- |
| Gruppenphase | 1. Dez. 2021 | ar-Rayyan | Algerien       | Sudan          | 4:0 (3:0) |
| Gruppenphase | 6. Dez. 2021 | ar-Rayyan | Oman           | Bahrain        | 3:0 (1:0) |